# Androsace pedemontana
Androsace pedemontana là một loài thực vật có hoa trong họ Anh thảo. Loài này được Rchb. mô tả khoa học đầu tiên năm 1855.